# Christian Andreas Doppler
Christian Andreas Doppler (phát âm [ˈkʁɪsti̯aːn ˈdɔplɐ]) (29.11.1803 – 17.3.1853) là nhà toán học và vật lý học người Áo.

## Cuộc đời và sự nghiệp
Christian Doppler sinh và lớn lên ở Salzburg, Áo. Cha ông là một thợ xây đá. Gia đình có nghề truyền thống này từ năm 1674. Công việc làm ăn của cha ông phát đạt nên gia đình có một ngôi nhà ở Quảng trường Hannibal (nay đổi tên là Quảng trường Makart) ở Salzburg.
Doppler học tiểu học ở Salzburg rồi học bậc trung học ở Linz. Năm 1822, ông vào học ở "Học viện Bách khoa Vienne" (mới thành lập năm 1815), và tốt nghiệp năm 1825. Sau đó ông trở lại Salzburg, theo học các giáo trình triết học ở "Salzburg Lyceum", rồi vào học tiếp toán học cấp cao, cơ học và thiên văn học ở Đại học Vienne. Khi kết thúc học trình ở Đại học Vienne năm 1829, Doppler được bổ nhiệm làm phụ tá các môn toán học cấp cao và cơ học cho giáo sư A Burg. Trong thời gian 4 năm làm phụ tá này, Doppler đã xuất bản 4 bài khảo luận về toán học, mà bài đầu tiên có tên là "A contribution to the theory of parallels". Công việc phụ tá này chỉ là tạm thời, nên sau đó ông bắt đầu tìm một việc làm thường xuyên khác. Tuy nhiên thời đó ở Áo rất khó xin việc giảng dạy ở trường đại học hay cao đẳng, nên ông đã phải làm kế toán viên cho một nhà máy kéo sợi trong 18 tháng để kiếm sống. Cuối cùng ông nhận được lời mời tới giảng dạy ở "Trường Kỹ thuật cấp hai" (Technical Secondary School) tại Praha vào tháng 3 năm 1835, gần 2 năm sau khi nộp đơn xin việc khắp nơi. Doppler muốn xin sang giảng dạy ở "Trường Bách khoa Praha" (nay là Đại học Kỹ thuật Séc ở Praha), nhưng mãi tới tháng 2 năm 1841 ông mới được bổ nhiệm chức giáo sư.

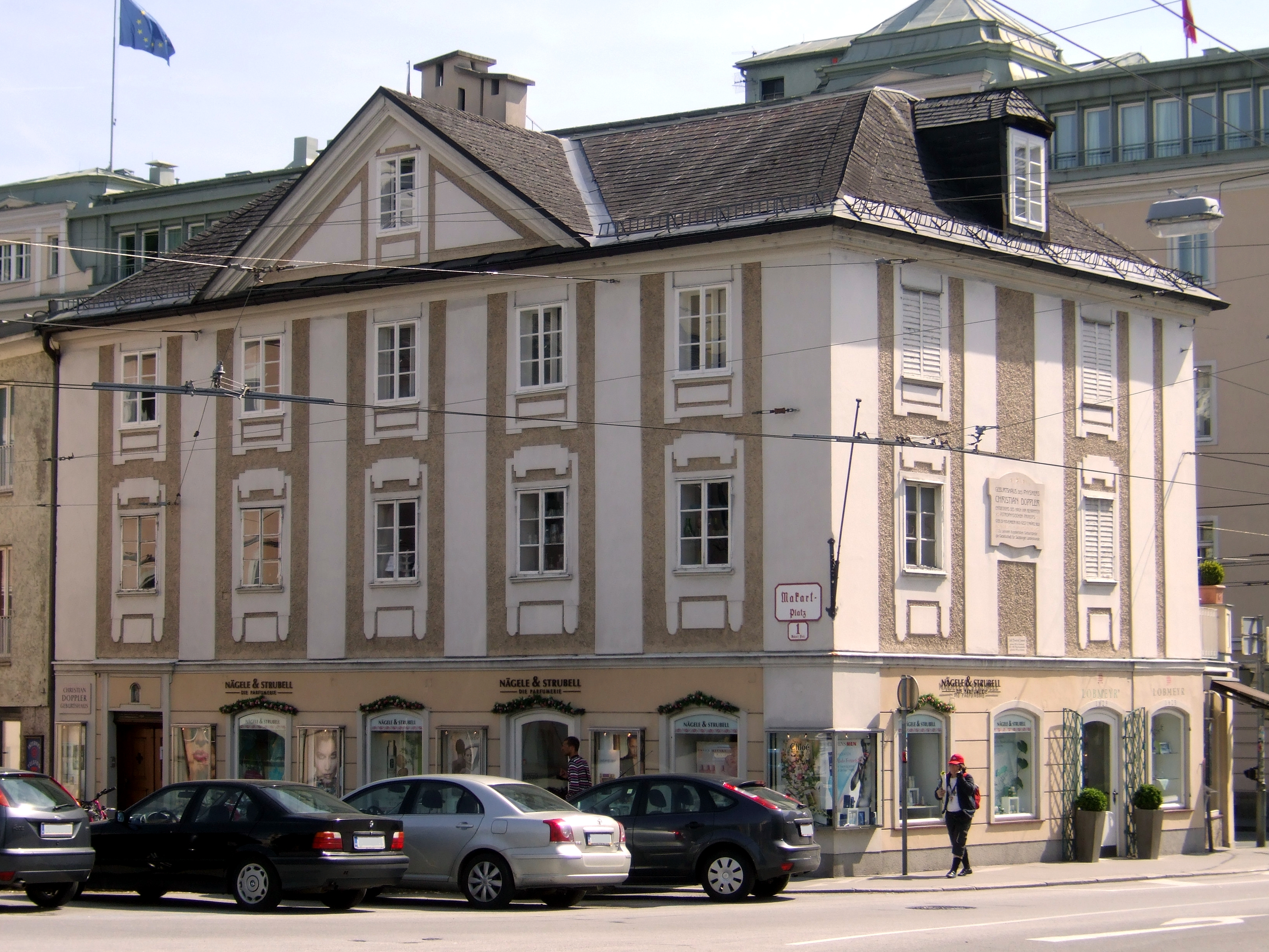
Ngôi nhà nơi Doppler sinh ra ở Salzburg (Makartplatz 1)

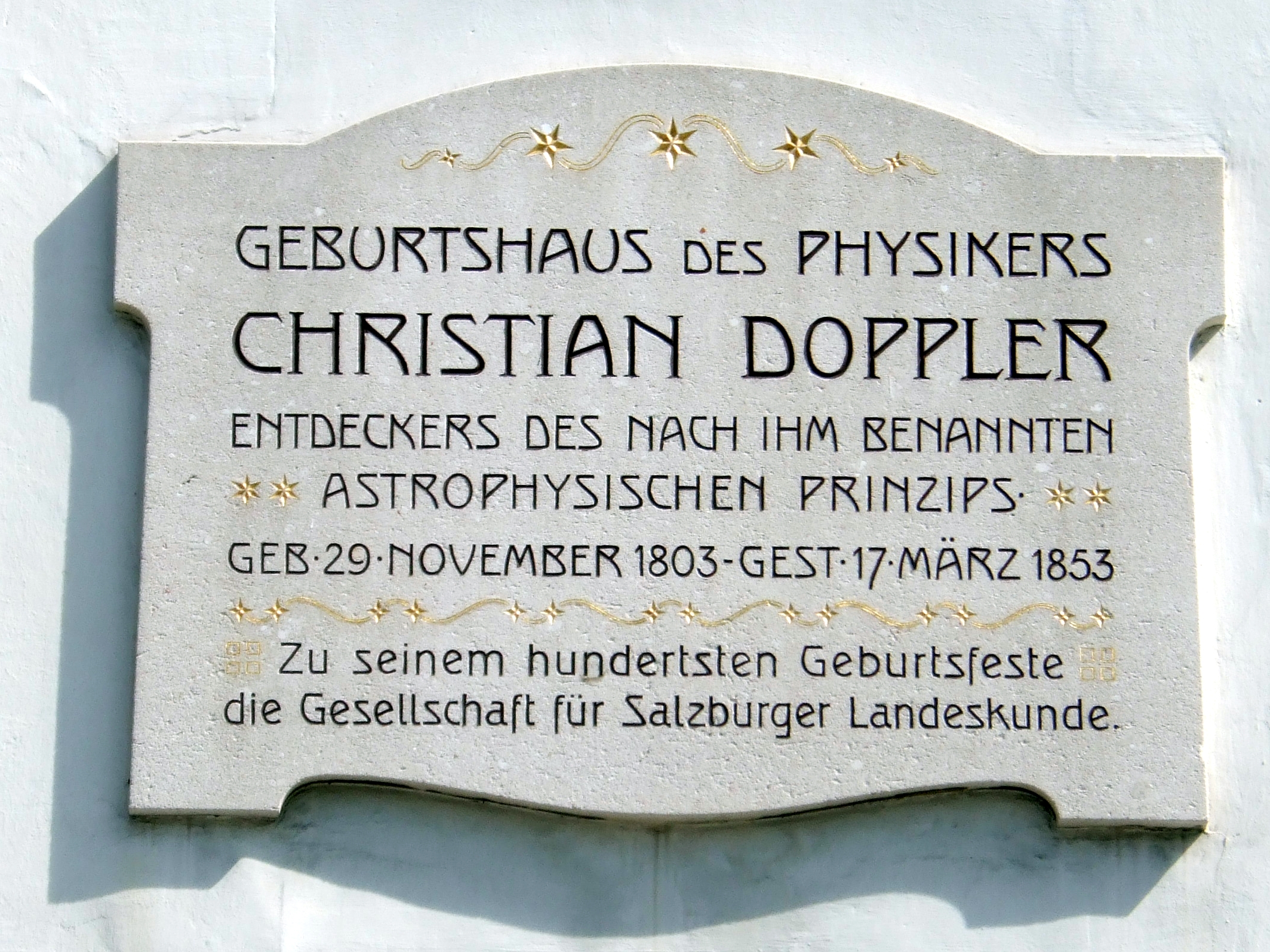
Tấm biển tưởng niệm ở nơi sinh Doppler

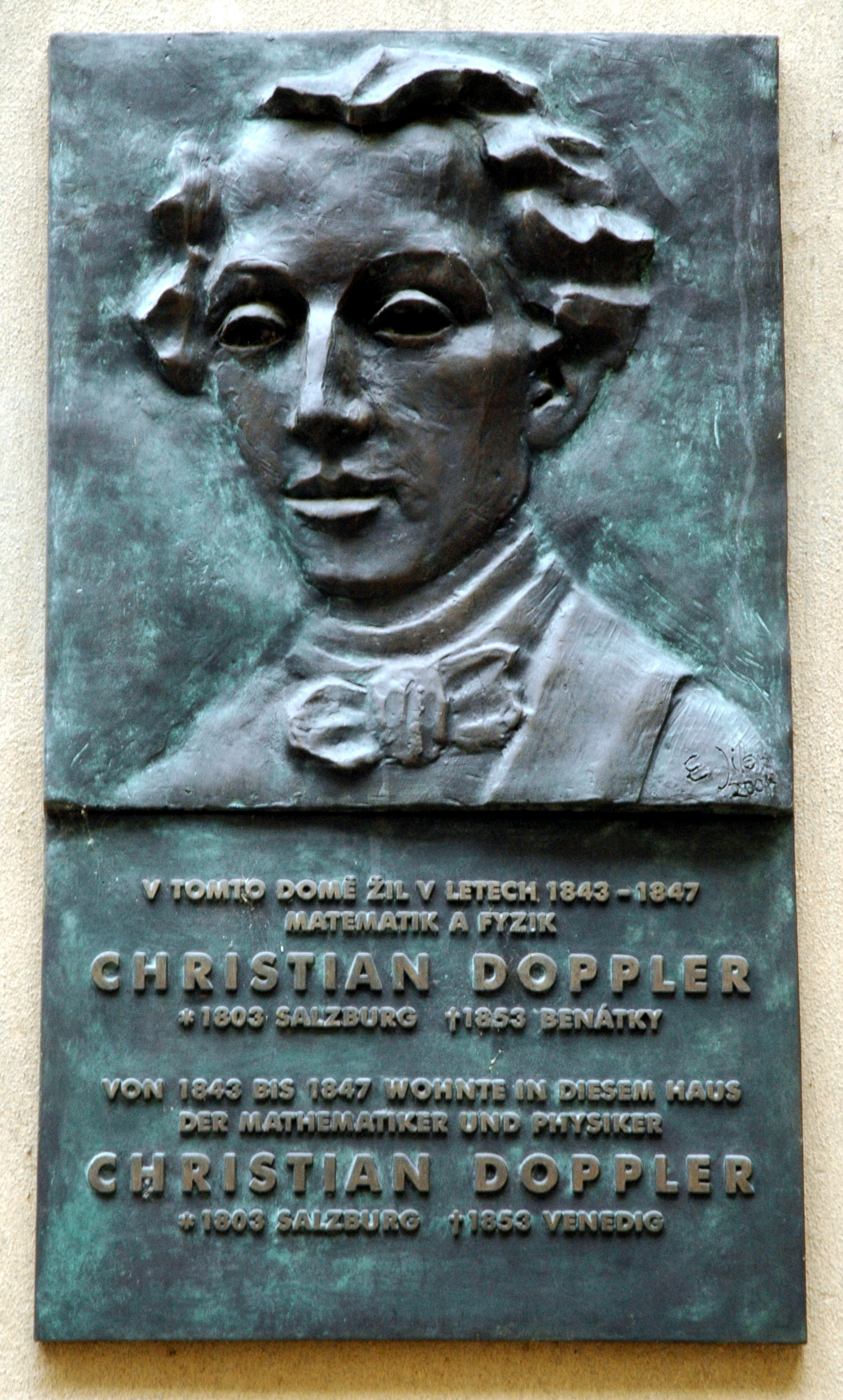
Tượng bán thân của Doppler

Một năm sau, ở tuổi 39, Doppler xuất bản tác phẩm nổi tiếng nhất của ông, "Über das farbige Licht der Doppelsterne und einiger anderer Gestirne des Himmels" (On the coloured light of the binary stars and some other stars of the heavens). Có một ấn bản sao chép với bản dịch sang tiếng Anh của Alec Eden. Trong tác phẩm này, Doppler đặt nguyên tắc của mình thành định đề (sau này gọi là Hiệu ứng Doppler) là tần số quan sát được của một bước sóng phụ thuộc vào tốc độ tương đối của nguồn và người quan sát, và ông đã cố gắng sử dụng khái niệm này để giải thích màu sắc của các sao đôi. Hiệu ứng Doppler về âm thanh đã được Buys Ballot xác minh năm 1845. Trong thời kỳ làm giáo sư ở Praha, Doppler đã xuất bản hơn 50 bài về toán học, vật lý học và thiên văn học. Năm 1847 ông rời Praha để sang làm giáo sư toán học, vật lý và cơ học ở Academy of Mines and Forests (Học viện Mỏ và Rừng) tại Schemnitz (Banská Štiavnica, Slovakia), đến năm 1849 ông di chuyển về Vienne.
Công trình nghiên cứu của Doppler ở Praha bị gián đoạn bởi cuộc Cách mạng 1848 (ở nhiều nước châu Âu), khi ông chạy về Vienne. Năm 1850, ông được bổ nhiệm làm Trưởng "Viện Vật lý thực nghiệm" của Đại học Vienne. Trong thời gian này, Doppler – cùng với Franz Unger – đóng vai trò quan trọng trong sự phát triển của chàng thanh niên Gregor Mendel, người được coi là cha đẻ của ngành Di truyền học, lúc đó là sinh viên ở Đại học Vienne (từ 1851 tới 1853).
Doppler từ trần ngày 17.3.1853 ở tuổi 49 tại Venezia (Ý, lúc đó thuộc Đế quốc Áo) vì bệnh phổi. Ngôi mộ của ông nằm ngay bên trong lối vào nghĩa trang San Michele ở Venezia.

## Tên đầy đủ
Có một số mập mờ về tên đầy đủ của Doppler. Bản thân ông nói về mình là Christian Doppler. Sổ khai sinh và rửa tội ghi là Christian Andreas Doppler. Bốn mươi năm sau khi Doppler qua đời, nhà thiên văn học Julius Scheiner ghi nhầm tên ông là Johann Christian Doppler. Sự nhầm lẫn của Scheiner sau đó đã khiến nhiều người sao chép theo.

## Tác phẩm
- Abhandlungen. Leipzig: Engelmann, 1907 (tiếng Đức)
- Schriften aus der Frühzeit der Astrophysik. Frankfurt/M.: Deutschmann, 2000. (Repr. d. Ausg. Leipzig 1907) ISBN 3-8171-3161-5 (tiếng Đức)
- Über das farbige Licht der Doppelsterne und einiger anderer Gestirne des Himmels. Prag: Böhmische Gesellschaft der Wissenschaften, 1842 (tiếng Đức)
- Über eine wesentliche Verbesserung der katoptrischen Mikroskope. Prag: Borrosch & André, 1845 (tiếng Đức)

## Một số sách viết về Doppler
- Alec Eden: Christian Doppler: Leben und Werk. Salzburg: Landespressebureau, 1988. ISBN 3-85015-069-0
- Christian Doppler (1803–1853). Wien: Böhlau, 1992.
  - Bd. 1: ISBN 3-205-05483-0
    - 1. Teil: Helmuth Grössing (unter Mitarbeit von B. Reischl): Wissenschaft, Leben, Umwelt, Gesellschaft;
    - 2. Teil: Karl Kadletz (unter Mitarbeit von Peter Schuster und Ildikó Cazan-Simányi) Quellenanhang.

  - Bd. 2: ISBN 3-205-05508-X
    - 3. Teil: Peter Schuster: Das Werk.
- Peter M. Schuster: Schöpfungswoche Tag eins – Christian Doppler zur Huldigung. Pöllauberg: Living Edition, 2003. ISBN 3-901585-02-8 (Poem, mit Temperabildern von Helmut Krumpl sowie Anmerkungen und Zeittafel)
- Peter M. Schuster: Weltbewegend – unbekannt: Leben und Werk des Physikers Christian Doppler und die Welt danach. Pöllauberg: Living Edition, 2003. ISBN 3-901585-03-6
- Peter M. Schuster: Moving the Stars – Christian Doppler: His Life, His Works and Principle, and the World After. Pöllauberg: Living Edition, 2005. ISBN 3-901585-05-2 (ins Englische übertragen von Lily Wilmes)
- Robert Hoffmann: Auf den Spuren eines (fast) Unbekannten. Christian Dopplers Jugendjahre in Salzburg und Wien. In: Mitteilungen der Gesellschaft für Salzburger Landeskunde, 145. Jg., 2005, 161–176.
- Robert Hoffmann: The Life of an (almost) Unknown Person. Christian Doppler's Youth in Salzburg and Vienna. In: Ewald Hiebl, Maurizio Musso (Eds.), Christian Doppler – Life and Work. Principle an Applications. Proceedings of the Commemorative Symposia in Salzburg − Salzburg, Prague, Vienna Vinice. Pöllauberg/Austria, Hainault/UK, Atascadero/USA 2007, S. 33 – 46.